# Andreï Fiodorov
Pour les articles homonymes, voir Fiodorov.
Andreï Alexandrovitch Fiodorov (Андрей Александрович Фёдоров), né le 17 (30) octobre 1908 à Tver et mort le 5 mars 1987 à Léningrad, est un botaniste soviétique qui fut membre-correspondant de l'Académie des sciences d'URSS (1970). C'est le frère du botaniste Alexandre Fiodorov (1906-1982).
Translittérations alternatives : Andrey Aleksandrovich Fedorov, Andrej Aleksandrovich Feodorov, Andreas Fiodorov...

## Carrière
Andreï Fiodorov naît à Tver dans la famille d'un jardinier. Il poursuit ses études supérieures à l'institut pédagogique de Tver en partie en même temps que son frère. Il en sort en 1929. Il travaille jusqu'en 1935 à la station de Soukhoumi, filiale de l'institut pansoviétique de botanique appliquée et de nouvelles cultures (aujourd'hui institut Vavilov). De 1935 à 1945, il poursuit ses recherches à l'Académie des sciences de la RS d'Arménie (avant 1943, filiale arménienne de l'Académie des sciences d'URSS)
Il s'installe en 1945 à Léningrad pour travailler à l'institut de botanique Komarov auquel il consacre toute sa carrière, jusqu'à la fin de ses jours. Il en dirige le laboratoire à partir de 1963.
En 1955 et 1956, il fait partie de l'expédition biologique unie sino-soviétique qui se rend dans la province du Yunnan avec les botanistes Moïsseï Kirpitchnikov (1913-1995) et Igor Lintchevski, le zoologue V. V. Popov et l'entomologiste Oleg Kryjanovski (1918-1997).
Il signe en 1955 la « lettre des Trois-Cents » au praesidium du Politburo du PCUS qui est signée par des scientifiques critiquant le lyssenkisme du régime stalinien précédent et la situation actuelle de la biologie en URSS. Lyssenko est finalement renvoyé de la présidence de l'Académie des sciences agricoles d'URSS et le régime met fin à la pratique de cette théorie aberrante.
Andreï Fiodorov est nommé en 1970 membre-correspondant de l'Académie des sciences d'URSS pour le département de biologie. Ses travaux principaux sont consacrés à la taxonomie des plantes à fleurs, à la flore de l'URSS, en particulier celle du Caucase, de la partie européenne de l'URSS, de la Sibérie et des républiques de l'Asie centrale, à la flore d'autres pays et à l'histoire de la flore. Parmi les familles étudiées par Fiodorov, l'on peut distinguer celles des Campanulaceae et des Primulaceae. Il s'intéresse aussi à la phytogéographie.
Andreï Fiodorov fut également coauteur de La Flore d'URSS, édition internationale publiée en quatre tomes entre 1964 et 1976, rédacteur et coauteur de La Flore de la partie européenne de l'URSS (1974-1979).
Il est enterré au cimetière Saint-Séraphin de Léningrad (aujourd'hui Saint-Pétersbourg).

## Distinctions
- Ordre du Drapeau rouge du Travail (à deux reprises)

## Quelques publications
- Andreï Fiodorov, История высокогорной флоры Кавказа в четвертичное время [Histoire de la flore de haute montagne du Caucase à l'époque du Quaternaire] // Материалы по четвертичному периоду СССР [Matériaux pour la période du Quaternaire en URSS: recueil, Moscou, 1952, Т. 3.
- Andreï Fiodorov et Moïsseï Kirpitchnikov, Справочное пособие по систематике высших растений [Recueil didactique sur la taxonomie des végétaux supérieurs] : vol. I : Сокращения, условные обозначения, географические названия [Abréviations, désignations conventionnelles, appellations géographiques] / sous la dir. du membre-corresp. de l'Ac. Sc. d'URSS, Boris Chichkine; institut de botanique Komarov de l'Ac. Sc. d'URSS, Moscou-Léningrad, éd. Ac. Sc. URSS, 1954, 110 pages.
- Andreï Fiodorov, O флористических связях Восточной Азии с Кавказом [À propos des liens floristiques entre l'Asie orientale et le Caucase] // Материалы по истории флоры и растительности СССР [Matériaux pour l'histoire de la flore et de la végétation d'URSS], Moscou-Léningrad, 1958, Т. 3.
- Andreï Fiodorov, Диптерокарповый экваториальный влажнотропический лес Цейлона [La Forêt tropicale humide équatoriale de Dipterocarpaceae de Ceylan // Тр. Моск. общества испытателей природы. Отдел биологический. [Travaux de la Société des naturalistes de Moscou, département de biologie], 1960, Т. 3.
- Andreï Fiodorov et A. L. Takhtadjian, Флора Еревана [La Flore d'Erevan], Léningrad, éd. Naouka, 1972, 396 pages.
- Определитель высших растений Крыма [Précis des plantes supérieures de Crimée] / réd. Andreï Fiodorov, Léningrad, éd. Naouka, 1981, 380 pages.
- Andreï Fiodorov, Семейство охновые (Ochnaceae). Семейство чайные (Theaceae). Семейство тетрамеристовые (Tetrameristaceae). Семейство боннетовые (Bonnetiaceae). Семейство диптерокарповые (Dipterocarpaceae) [La famille des Ochnaceae; la famille des Theaceae; la famille des Tetrameristaceae; la famille des Bonnetiaceae; la famille des Dipterocarpaceae ] // Жизнь растений [La Vie des plantes], en six volumes. / dir. A. L. Takhtadjian, Moscou, éd. Prosvechtchenie, 1981. — Т. 5. part. 2. Цветковые растения [Les Plantes à fleur]. / dir. A. L. Takhtadjian, pp. 18–19, 21—25, 27, 123—126 ; 512 pages, 300 000 ex.

### Traductions en anglais
Livres:
- 2000. Flora of Russia: v. 3: The European Part and Bordering Regions: vol. 3. Ed. Taylor & Francis. 370 pp.  (ISBN 90-5410-753-7)
- 2001a. Flora of Russia: v. 4: The European Part and Bordering Regions: vol. 4. Ed. Taylor & Francis. 532 pp.  (ISBN 90-5410-754-5)
- 2001b. Flora of Russia: v. 5: The European Part and Bordering Regions: vol. 5. Ed. CRC Press. 532 pp.  (ISBN 90-5410-755-3)
- 2002a. Flora of Russia: The European Part and Bordering Regions 6. Ed. Taylor & Francis. 992 pp.  (ISBN 90-5410-756-1)
- 2002. Flora of Russia: The European Part and Bordering Regions vol. 7. Ed. Taylor & Francis. 320 pp.  (ISBN 90-5410-757-X)
- 2003. Flora of Russia: Vol. 8: The European Part and Bordering Regions: vol. 8. Ed. Taylor & Francis. 704 pp.  (ISBN 90-5410-758-8)

Articles:
- Fedorov A. A. 1966. The structure of the tropical rain forest and speciation in the humid tropics. Journal of Ecology 54: 1-11
- Fedorov, A. A. [ed.] 1969. Chromosome numbers of flowering plants. Komarov Botanical Institute, Academy of Sciences, URSS, Léningrad

## Source
- (ru) Cet article est partiellement ou en totalité issu de l’article de Wikipédia en russe intitulé « Фёдоров, Андрей Александрович » (voir la liste des auteurs).

Fed. est l’abréviation botanique standard de Andreï Fiodorov.
Consulter la liste des abréviations d'auteur en botanique ou la liste des plantes assignées à cet auteur par l'IPNI, la liste des champignons assignés par MycoBank, la liste des algues assignées par l'AlgaeBase et la liste des fossiles assignés à cet auteur par l'IFPNI.